# حمزة ياسف
ياسف حمزة ، من مواليد 25 أوت 1979 ، لاعب كرة قدم جزائري.
هو يلعب مع نادي مولودية الجزائر.

## وصلات خارجية
- حمزة ياسف على موقع قاعدة بيانات كرة القدم.إي يو (الإنجليزية)
- حمزة ياسف على موقع ناشيونال فوتبول تيمز (الإنجليزية)